# William Frank Pyburn
William Frank Pyburn est un herpétologiste américain de l'Université du Texas à Arlington. Il est né en 1927 et mort en 2007.

## Taxons nommés en son honneur
- Geophis pyburni Campbell & Murphy, 1977[1]
- Umbrivaga pyburni Markezich & Dixon, 1979[1]
- Otophryne pyburni Campbell & Clarke, 1998
- Bachia pyburni Kizirian & McDiarmid, 1998[1]

## Quelques taxons décrits
- Allobates myersi (Pyburn, 1981)
- Hypsiboas hutchinsi (Pyburn & Hall, 1984)
- Hypsiboas microderma (Pyburn, 1977)
- Leptodactylus riveroi Heyer & Pyburn, 1983
- Otophryninae Wassersug & Pyburn, 1987
- Pristimantis savagei (Pyburn & Lynch, 1981)
- Scinax blairi (Fouquette & Pyburn, 1972)
- Scinax karenanneae (Pyburn, 1993)
- Scinax kennedyi (Pyburn, 1973)
- Scinax lindsayi Pyburn, 1992
- Scinax wandae (Pyburn & Fouquette, 1971)
- Synapturanus rabus Pyburn, 1977
- Synapturanus salseri Pyburn, 1975